# 横須賀市立野比東小学校
横須賀市立野比東小学校（よこすかしりつ のびひがししょうがっこう）とは神奈川県横須賀市野比にある市立小学校。

## 沿革
- 1996年（平成8年）
  - 4月 - 横須賀市立野比小学校から分離、開校。
  - 6月15日 - 開校式が行われる。この日を創立記念日とした。

## 通学区域
2014年度は以下の通りである。
- 野比2丁目の内10番6号～20号、15番32号、16番～28番、29番1号～8号、37番～47番、3丁目～5丁目

## 進学先中学校
通学区域の全域が横須賀市立野比中学校に進学する。
野比5丁目7～13番は横須賀市立神明中学校も選択できる。
また、公立学校選択制により以下の学校を選択できる。
- 横須賀市立岩戸中学校
- 横須賀市立久里浜中学校
- 横須賀市立神明中学校
- 横須賀市立北下浦中学校

## 交通
- 京浜急行バス
  - NTTドコモ社宅前バス停より徒歩2分
  - 花輪バス停より徒歩4分